# دستیار کامل
دستیار کامل (به انگلیسی: The Perfect Assistant) یک فیلم درام ساخته شده برای تلویزیون آمریکا و کانادا محصول سال ۲۰۰۸ با بازی جوزی دیویس و کریس پاتر است.

## داستان
فیلم با استخدام ریچل پارتسون ( جوزی دیویس ) به عنوان دستیار اداری، در بخش روابط عمومی اداره دیوید وسکات (کریس پاتر) شروع می شود.
ریچل یک منشی به ظاهر کوشا، وفادار، مهربان و همیشه سازگار است. او به مدت سه سال به عنوان دستیار اجرایی مدیرش دیوید ، که مخفیانه عاشق او است، اما با همسری به نام  کارول دارد ، کار کرده است. خواهر ناتنی او، نورا، که با ریچل نقل مکان کرده است، سعی می کند او را متقاعد کند که مرد مناسبی را برای ارتباط پیدا کند، اما ریچل قبلاً انتخاب خود را انجام داده است.
وقتی همسر دیوید بیمار می شود، ریچل شانس خود را با مراقبت خوب از او و دختر جوانش ایزابل می بیند. با گذشت زمان، ریچل از اینکه خود را جای کارل ببیند، لذت بسیاری می برد. چند روز بعد هنگام صرف شام ریچل متوجه می‌شود، بیماری که  که کارول آن رنج میبرد، انسفالیت است، که احتمالاً هرگز به طور کامل بهبود نخواهد یافت؛
اما به تدریج کارول رو به بهبودی است، بنابراین ریچل تصمیم می گیرد به بیمارستان برود و او را با یک سرنگ پر از هوا بکشد.
ریچل با گذشت زمان بیشتر و بیشتر موفق می شود در زندگی دیوید و ایزابل ورود کند.ریچل و دیوید در یک سفر کاری به نیویورک ، در یک آپارتمان مهمانی مختصری می‌گیرند و وقتی دیوید به ریچل هدیه ای برای خدمات دوستانه اش با یک لیوان شامپاین می دهد، او فکر می کند که به آرزوهایش رسیده است. او سعی می کند با شور و اشتیاق دیوید را ببوسد، اما او آن را خیلی دوست ندارد زیرا او احساسات مشابهی نسبت به او ندارد.
در طول سفر، نورا به طور تصادفی یک ویدیوی خصوصی از خانواده دیوید را که ریچل مخفیانه از خانه او دزدیده بود، پیدا می کند و به طور فزاینده ای متوجه می شود که به نظر می رسد ریچل از ارتومانیا رنج می برد . ریچل که از نیویورک زودتر از حد انتظار برگشته بود، نورا را در حال تماشای این ویدئو می بیند. در حین مشاجره، نورا توسط ریچل از پله ها به پایین هل داده می شود و می میرد. ریچل این حادثه را طوری جلوه می‌دهد که انگار نورا تصادف کرده است. 
به تدریج دیوید و جودیت(ریچل هانتر)شریک تجاری او و سایر کارمندان شرکت متوجه ناهماهنگی های بیشتر و بیشتری از آخرین بار که با ریچل در  ارتباط بوده اند، می شوند و بنابراین دیوید تصمیم می گیرد ریچل را اخراج کند. با این حال، ریچل نمی‌خواهد نگرش منفی دیوید را بپذیرد و در ناامیدی خود را متقاعد می‌کند که او را اخراج کرده‌اند تا بتواند بدون اینکه مافوق او باشد، او را ملاقات کند. او در ماشین جلوی خانه دیوید  منتظر می ماند تا او به خانه بیاید. او به بهانه دادن هدیه تولد ایزابل موفق می شود با دیوید صحبت کند و آشکارا عشق خود را به او ابراز می کند. با این حال، دیوید به او می فهماند که او را دوست ندارد و هرگز نخواهد داشت.
در یک مهمانی شرکتی، ریچل بدون اعلام قبلی با اسلحه وارد می شود و در را پشت سر خود قفل می کند. او کارکنان را متهم می کند که در استعفای خود و رد پیشنهاد او توسط دیوید مقصر هستند. او اشاره می کند که قصد دارد به دیوید و خودش شلیک کند تا "آنها برای همیشه در زندگی پس از مرگ با هم باشند." با این حال، هنگامی که او به شانه یک کارمند شلیک می کند، دیوید می تواند اسلحه را از او بگیرد.
سکانس پایانی ریچل را نشان می دهد که از زندان نامه ای به دیوید می نویسد که می داند آنها قرار است برای همیشه با هم باشند.

## تولید

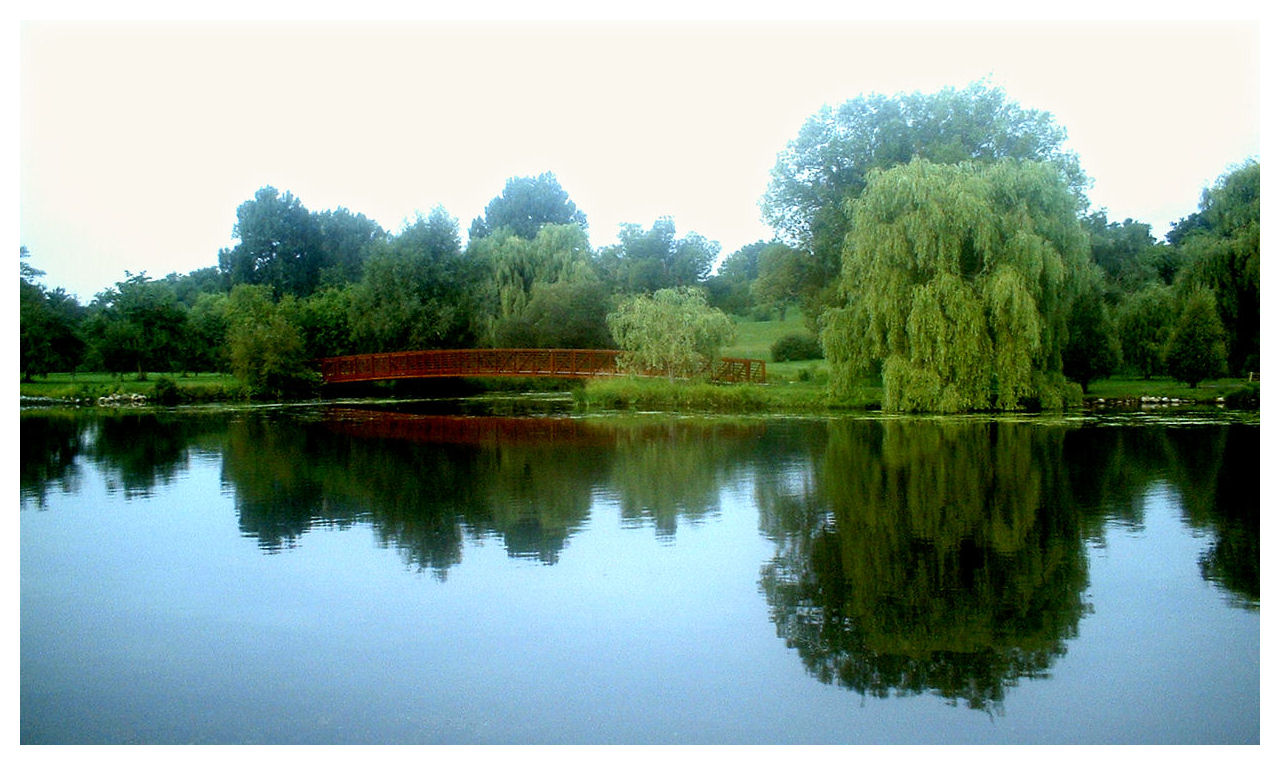
پارک در Dominion Arboretum در اتاوا به عنوان مکانی برای پارک مرکزی نیویورک استفاده شد.

این فیلم تقریباً به طور کامل در شهر های  اتاوا، انتاریو ، کانادا فیلمبرداری  شده است.از جمله  مکان‌ها فیلمبرداری  می توان به  خیابان اسپارکس ، فرودگاه کازینو دو لاک - لامی (در گتینو )، محله گلیب و موسسه کالج گلبی نام برد. پارک درختکاری در مجاورت کانال ریدو به عنوان پارک مرکزی استفاده می‌شده است.
برخی از عکس های بیرونی در شهر نیویورک عکاسی شده است.

## توزیع
این فیلم توسط شبکه لایف تایم در ایالات متحده با همکاری ویترین (کانال تلویزیون کانادا) و نتورک مووی  کانادا تولید شد.
اکران بین المللی فیلم به طور همزمان در بسیاری از کشور های جهان از جمله : ایتالیا، فرانسه، هلند ، آرژانتین ، آلمان ، جمهوری چک ، مجارستان ، یونان و استرالیا  صورت گرفت.

## قالب
- جوزی دیویس در نقش ریچل پارتسون
- کریس پاتر در نقش دیوید وسکات
- ریچل هانتر در نقش جودیت مانیون
- ورونیک ناتاله سالانکیویچ در نقش ایزابل وسکات
- جیسون جان  هارپر در نقش والی
- دبورا پولیت در نقش نورا خواهر ناتنی ریچل
- سوفی گندرون در نقش مری بث
- سامانتا کین در نقش لارا استیو
- ایان ام واتسون در نقش گریدی برانسون
- پل هاپکینز در نقش جان پرایس
- جنیفر مارسیل در نقش کارول وسکات
- کیتی کامپو در نقش جوانی ریچل